# 楚灭六、蓼之战
楚灭六、蓼之战，楚国在公元前622年（周襄王三十年、鲁文公五年、楚穆王四年），攻灭六国（今安徽省六安市东北）和蓼国（今河南省固始县东北）的作战。
前646年，楚灭英、六之后，六国得以复国。前622年，六国背叛楚国亲近东夷，和徐国、群舒结盟。当年秋，楚国的成大心、仲归带兵灭亡了六国。当年冬，楚国的公子燮率军灭亡蓼国。淮河中游以南的小国都成为了楚国势力范围。鲁国的臧文仲听到六国和蓼国灭亡，说：“皋陶、庭坚没有人祭祀了。德之不建，民之无援，哀哉（德行不建立，百姓没有人救援，可悲）！”